# نبض (قصص قصيرة)
نبض (بالإنجليزية: Pulse)‏ هي مجموعة قصص قصيرة للكاتب الإنجليزي جوليان بارنز، نشرت عام 2011، عن دار نشر جوناثان كيب. 